# マルガリータ・マリア・フォン・ヴュルテンベルク
マルガリータ・マリア・フォン・ヴュルテンベルク（Margarita Maria von Württemberg、1902年1月4日 - 1945年4月22日）はヴュルテンベルク王国の王族。ヴュルテンベルク公アルブレヒト・フォン・ヴュルテンベルクとマルガレーテ・ゾフィー・フォン・エスターライヒの四女(実質的には三女)。

## 写真について
マルガリータは、生後7ヶ月20日で母マルガレーテが死去したために、母と共に写っている写真は1枚も残っていない。幼少期の写真が数枚、成長後に長姉マリア・アマーリアと次姉マリア・テレーザと3人で移っているポストカードが1枚ほど現存が確認されている。

## 兄弟姉妹
- フィリップ・アルブレヒト（1893年 - 1975年） - ヴュルテンベルク王家家長
- アルブレヒト・オイゲン（1895年 - 1954年） - ブルガリア王女ナデジダと結婚
- カール・アレクサンダー（英語版）（1896年 - 1964年） - 修道士
- マリア・アマーリア（1897年 - 1923年） - ザクセン王太子ゲオルクと婚約
- マリア・テレーザ（1898年 - 1928年）
- マリア・エリーザベト（1899年 - 1900年）